# Visconde de Penalva de Alva
Visconde de Penalva de Alva é um título nobiliárquico criado por D. Luís I de Portugal, por Decreto de 8 de Fevereiro de 1877, em favor de José Rodrigues Penalva, cuja viúva por seu falecimento foi elevada a 1.ª Condessa de Penalva de Alva.
Titulares
1. José Rodrigues Penalva, 1.º Visconde de Penalva de Alva.